# رئیس مجلس ملی جمهوری آذربایجان
رئیس مجلس ملی جمهوری آذربایجان (ترکی آذربایجانی: Azərbaycan Respublikası Milli Məclisinin Spikeri) رئیس پارلمان جمهوری آذربایجان است. هم‌اکنون صاحبه غفاروا به‌عنوان رئیس مجلس ملی جمهوری آذربایجان فعالیت می‌کند.